# Adriano Magrão
Adriano Bizerra Melo, mais conhecido como Adriano Magrão (Aparecida de Goiânia, 7 de março de 1981), é um ex-futebolista brasileiro que atuava como atacante.

## Carreira
Adriano Magrão foi revelado no Vila Nova de Goiás, começando a destacar-se no primeiro semestre do ano de 2005, na Anapolina, após o que foi contratado pelo Fluminense.
Em junho de 2006, foi emprestado ao Sport onde jogou a Série B, tendo sucesso ao ajudar a levar o time pernambucano de volta à elite do futebol brasileiro depois de vários anos e sido um dos principais artilheiros deste campeonato, mesmo tendo chegado durante a competição e se lesionado durante a disputa. Seu maior feito no clube foi ter feito 5 gols em uma só partida, na goleada sobre o Guarani, no dia 19 de agosto de 2006.
Em 2007, voltou ao Fluminense após o término do empréstimo. No Campeonato Carioca não teve muitas oportunidades, mas com a chegada do técnico Renato Gaúcho assumiu a condição de titular do ataque do Fluminense, quando destacou-se ao marcar 4 gols decisivos que levaram o Fluminense ao título da Copa do Brasil.
Em 2008, após passagem pelo Atlético Goianiense onde disputou as semifinais do Campeonato Goiano e ajudou o time a eliminar o Grêmio da Copa do Brasil, passou pelo Gama. Em sua estreia, marcou um gol na partida contra o Corinthians, válida pela Série B de 2008. Após desentendimento com o treinador por não aceitar a reserva, saiu prematuramente do time, tendo feito apenas 4 jogos. Foi emprestado para o Bursaspor, da Turquia, por alguns meses, retornando em seguida.
Foi contratado pelo América de Natal para a temporada 2010. O atleta fez 5 gols e mesmo tendo ficado 6 meses parado e restabelecendo sua forma física após liberação para jogar, foi referência no ataque do América que infelizmente não consegui o título estadual, sendo liberado por motivos particulares em meados de junho desse mesmo ano, período em que faleceu sua mãe e seu pai por motivos de doença.
No início de 2011, Adriano Magrão acertou com o Madureira, tradicional time de futebol da Zona Norte do Rio de Janeiro. Os dirigentes do Tricolor Suburbano contrataram o atleta para a disputa do Campeonato Estadual, e esperaram que o jogador recém-contratado pudesse repetir o bom momento vivido no Fluminense em 2007.
Depois, passou pelo Bonsucesso e, no fim de fevereiro, foi contratado pelo Paysandu, reforçando a equipe Paraense para o restante do Campeonato Estadual e também para o Brasileiro da Série C.
Em seguida, foi contratado em junho de 2012 pelo Remo para a disputa do Campeonato Brasileiro da Série D.

## Títulos
Fluminense
- Copa do Brasil: 2007

### Campanhas de destaque
Sport
- Campeonato Brasileiro – Série B: 2006 (vice-campeão)